# Grégoire IV
Grégoire IV est né à Rome. Il est le 101e pape de l'Église catholique, du 20 décembre 827 au 24 janvier 844. Son pontificat est marqué par les tentatives de la papauté pour pacifier les querelles entre l'empereur carolingien Louis le Pieux et ses fils. Il règne également durant l'éclatement de l'Empire carolingien, en l'an 843.

## Début de carrière ecclésiastique
Grégoire IV est le fils d'un patricien romain appelé Jean. Grégoire est apparemment un ecclésiastique énergique, mais doux, réputé pour son apprentissage. Il est consacré prêtre sous le pontificat du pape Pascal Ier, au moment de la mort du pape Valentin en 827. Il est fait cardinal-prêtre de la basilique Saint-Marc l'Évangéliste au Capitole à Rome.
Comme son prédécesseur, Grégoire est nommé, à son insu, à l'unanimité par les électeurs de la noblesse, qui conviennent qu'il est le plus digne à devenir l'Évêque de Rome. Ils le trouvent à la basilique des Saints Côme et Damien, d'où, malgré ses protestations, il est emmené et installé au palais du Latran. Après quoi, il est intronisé en tant que pape-élu le 20 décembre 827,. L'élévation de Grégoire au Saint-Siège est censée représenter une poursuite des tentatives pour contrôler la situation politique locale, à Rome, qui avaient commencé au cours du pontificat d'Eugène II.
Sa consécration est cependant retardée, jusqu'au 29 mars 828, date à laquelle il reçoit l'avis d'approbation de l'empereur carolingien Louis le Pieux concernant son élection. Ce délai est imposé par les envoyés impériaux, qui ont insisté pour que la Constitution de 824 interdise expressément la consécration de tout pape élu jusqu'à ce que l'empereur soit lui-même convaincu de la validité de l'élection.
Il est rapporté que l'empereur carolingien a réprimandé Grégoire IV pour avoir tenté de se faire consacrer, avant de recevoir l'approbation de l'empereur. Grégoire IV se conforme alors aux exigences de la suprématie impériale ; en 828 et 829, le pape envoie des ambassades à Louis le Pieux pour des discussions non dévoilées.
En janvier 829, Grégoire est impliqué dans un différend, avec l'abbaye de Farfa au Latium en Italie, relatif à la propriété des terres monastiques locales par l'Église romaine. Dans un tribunal dirigé par un évêque, un représentant de l'empereur et en présence de Grégoire IV, Ingoald, l'abbé de Farfa, affirme que les empereurs francs leur ont accordé des terres et que les papes Adrien Ier et Léon III ont pris possession illégalement des terres. Le représentant impérial rend une décision en faveur de l'abbaye et ordonne que les terres soient restituées au monastère. Bien que Grégoire IV refuse d'accepter la décision, il n'existe aucune preuve qu'il ait réussi à obtenir le changement de la décision.

## Les querelles des Carolingiens
Au fil du temps, toutefois, la dépendance du pape à l'Empereur Romain est assouplie en raison des querelles de Louis le Pieux et de ses fils, le futur empereur Lothaire Ier, Pépin Ier d'Aquitaine et Louis le Germanique. La décision de Louis le Pieux d'écarter totalement l'accord de 817 (Ordinatio Imperii) en ce qui concerne la division de l'Empire par l'attribution d'un royaume à son fils cadet, Charles II le Chauve, en 829 est critiquée par Grégoire IV dans une lettre aux évêques francs. L'année suivante (en octobre 830), après une brève rébellion suivie de la réconciliation entre Louis et ses fils, Grégoire IV déclare que Judith de Bavière (797-843), la seconde épouse de Louis, doit être libérée du couvent où elle a été forcée de prendre le voile et doit retourner auprès de  Louis.
Lorsque la guerre reprend entre le père et ses fils, à Pâques de l'an 833, Grégoire IV est approché par Lothaire Ier qui lui demande d'intervenir pour parvenir à la réconciliation avec son père. Il le convainc de quitter Rome et de faire le voyage pour rejoindre Lothaire, dans l'espoir que son intervention serait à même de ramener la paix. En pratique cette action contrarie les évêques francs qui ont suivi Louis mais qui pensaient que Grégoire IV allait activement soutenir Lothaire. Soupçonnant les intentions de Grégoire, ils refusent d'obéir au Pape et le menacent d'excommunication au risque d'être eux-mêmes excommuniés par le pape. Agacé par leurs actions, la réponse de Grégoire IV est d'insister sur la primauté du successeur de Saint-Pierre, la papauté étant supérieure à l'Empereur. Il déclare :

« Vous avez prétendu vous être sentis heureux quand vous avez entendu parler de mon arrivée, pensant qu'elle serait un grand avantage pour l'empereur et le peuple ; vous avez ajouté que vous auriez obéi à mon appel s'il n'y avait pas eu une intimation précédente de la part de l'empereur qui vous en a empêché. Mais vous auriez dû considérer l'ordre du Siège apostolique qui n'a pas moins de poids que celui de l'empereur. Par ailleurs, il est faux d'affirmer que l'interdiction de l'empereur ait précédé celle que vous avez reçue de moi. Le gouvernement des âmes, qui appartient aux évêques, est plus important que l'empereur, qui n'est concerné que par le temporel. Votre affirmation selon laquelle je suis venu pour excommunier à l'aveuglette est sans vergogne et votre offre de m'offrir une réception honorable, si je venais précisément de la façon voulue par l'empereur, est méprisable. En ce qui concerne les serments que j'ai pris à l'empereur, je vais éviter le parjure en soulignant à l'empereur ce qu'il a fait contre l'unité et la paix de l'Église et son royaume. En ce qui concerne les évêques, en s'opposant à mes efforts en faveur de la paix, ce qu'ils ont menacé de faire, ne s'est jamais fait, depuis le début de l'Église. »

Indépendamment de cette revendication, la grande majorité des évêques francs soutient que le pape n'a pas à interférer dans les affaires intérieures du royaume, ou à attendre du clergé franc de suivre son exemple en la matière. Leur position est claire, à savoir que l'égalité de tous les évêques surpasse la direction du pape.
Les armées de Louis et deux de ses fils se réunissent à Rotfeld, près de Colmar le 24 juin 833. Les fils persuadent Grégoire d'aller au camp de Louis pour négocier ; initialement, Louis refuse de traiter Grégoire avec les honneurs. Cependant, Grégoire réussit à convaincre Louis de sa bonne foi et revient vers Lothaire pour organiser la paix. Toutefois, Grégoire apprend vite qu'il a été trompé par Lothaire. Grégoire est empêché de retourner vers l'empereur, alors que Louis est abandonné de ses partisans et est contraint de capituler sans condition. Louis est destitué et humilié au Mendacii Campus. Lothaire est alors proclamé empereur.
À la suite de ces événements, Grégoire IV revient à Rome, tandis que Louis est, plus tard, restauré en 835 lors du concile de Thionville. L'empereur envoie une délégation pour voir Grégoire, dirigée par Anschaire de Brême (saint Anschar), l'archevêque de Brême. Il interroge le pape sur les événements qui ont conduit à la destitution du trône, de Louis par Lothaire. Grégoire prête serment que ses intentions étaient honorables et qu'il avait toujours cherché à parvenir à une solution pacifique au conflit entre Louis et ses fils. L'envoyé accepte les paroles de Grégoire et retourne auprès de Louis. Après l'échec de s'être mêlé de la politique impériale, Grégoire reporte son attention pour le reste de son pontificat, en traitant de questions religieuses internes.
En 836, Lothaire Ier, dans son rôle de roi des Lombards, commence à dépouiller les biens de l'Église romaine. Après appel à Louis, l'empereur envoie un émissaire impérial enquêter sur l'affaire. Bien que Grégoire soit malade, il parvient à conseiller l'envoyé concernant la situation et lui demande de porter une lettre à l'empereur décrivant les attaques de Lothaire contre l'Église. En l'an 840, avec la mort de Louis le Pieux et l'accession de Lothaire comme empereur, la guerre éclate de nouveau entre les fils de Louis. Grégoire fait des tentatives de médiations infructueuses dans le conflit qui s'ensuit entre les deux frères et envoie George (838–846), l'archevêque de Ravenne, en tant que représentant. Selon Prudence de Troyes, George essaie fidèlement d'atteindre son objectif, mais échoue en raison du refus de Lothaire de permettre à George de rencontrer ses frères. Toutefois, selon Agnellus de Ravenne, George tente de corrompre Lothaire à le nommer dans un archevêché indépendant de Rome. Il est capturé à la bataille de Fontenoy-en-Puisaye. Par la suite le traité de Verdun en 843, entraîne la chute de l'empire de Charlemagne : Lothaire conserve le titre impérial et le contrôle de l'Italie.

## Activités de construction et questions religieuses

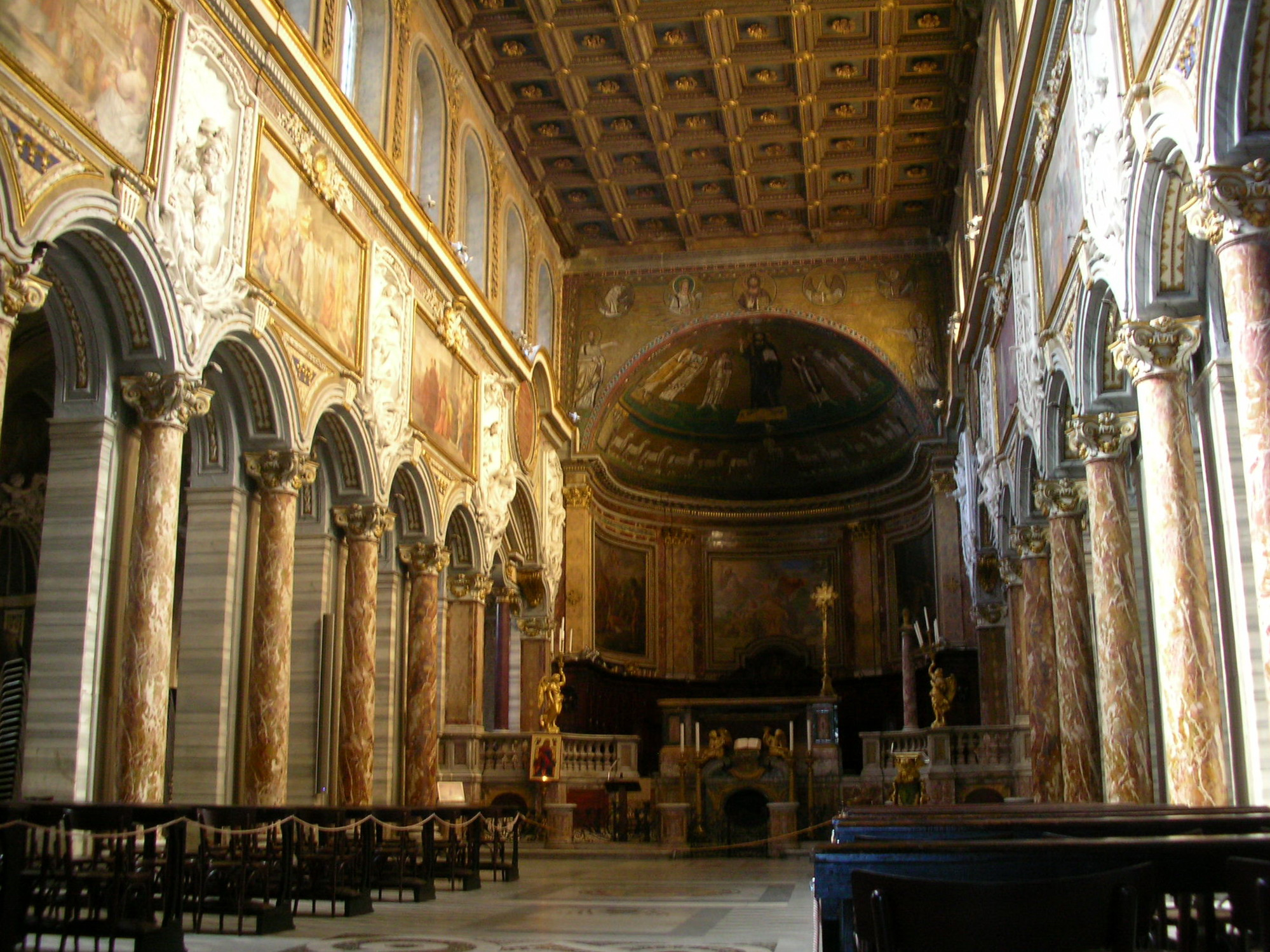
L'intérieur de la basilique Saint-Marc à Rome avec les mosaïques byzantines commandées par Grégoire IV.

Grégoire IV a également contribué à l'évolution architecturale de Rome. En 833, Grégoire fait reconstruire complètement la basilique Saint-Marc à Rome, faisant orner les murs avec des mosaïques de style byzantin, ainsi qu'un certain nombre d'autres églises qu'il fait réparer ou reconstruire. Il reconstruit l'atrium de la basilique de Constantin ainsi que l'intérieur de la chapelle, nouvellement décorée dans la basilique. Il fait transférer le corps de Grégoire Ier et déménage des catacombes de Rome, saint Sébastien, saint Tiburce et saint Gorgon. Il fait surélever l'autel dans la basilique de basilique Sainte-Marie-du-Trastevere et fonde un monastère près de l'église.
Grégoire IV fait également réparer l'aqueduc de l'Aqua Trajana endommagé pendant le pontificat de Léon III. Peu après l'an 841, Grégoire IV fait reconstruire et fortifier le port d'Ostie pour le protéger des attaques de Sarrasins et le renomme Gregoriopolis. Vers la même époque, il rétablit la colonie de Galeria, le long de la via Portuensis, tout en établissant une nouvelle colonie, appelée Draco, le long de la rive gauche de la rivière du Tibre et le long de la via Ostiensis à  Rome. Ce fut le premier exemple de l'aménagement du territoire entrepris par un pape au sein de son propre territoire.
Le pontificat de Grégoire témoigne de la fin de l'iconoclasme controversé dans l'Empire byzantin tandis que Grégoire lui-même célèbre la Toussaint dans le royaume franc des deux côtés du Rhin. Grégoire IV est également connu pour la nomination d'Anschaire de Brême (848–865) comme archevêque de Brême, mais aussi en tant que légat apostolique des régions septentrionales et orientales de l'Europe. Le 31 mars 837 Grégoire IV envoie le pallium à l'archevêque de Salzbourg. Il en envoie également au Venerius Trasmondo, patriarche de Grado (825–852), en 828, à l'appui de ses prétentions à avoir compétence sur les évêques de l'Istrie. Quand un synode attribue la compétence à Maxence. Venerius, le patriarche d'Aquilée, fait appel à Grégoire, qui l'a soutenu. Pendant ce temps, le roi lombard Lothaire soutenu par Maxence (811–833), force les évêques de l'Istrie à lui obéir tout en ignorant, dans un même temps, les ordres de cesser de la part de Grégoire. Grégoire IV soutient également la candidature de Jean IV de Naples en tant qu'évêque de Naples.
Grégoire IV arbitre, lors de son voyage en France, en 833, l'affaire contre l'évêque Aldric du Mans qui est forcé de quitter son siège par les partisans de Lothaire. Le 8 juillet 833, Grégoire écrit aux évêques de « la Gaule, en Europe et en Allemagne » déclarant qu'Aldric avait parfaitement le droit de faire appel au pape et que, jusqu'à ce que le pape ait rendu un jugement dans un sens ou dans l'autre, personne ne pouvait prononcer une sentence contre lui. En outre, il déclare que ce mandat devait être respecté afin de rester en communion avec l'Église romaine. La lettre ainsi que la restauration de Louis le Pieux permettent à Aldric de conserver son siège, encore pendant un certain temps.
Grégoire IV a également été sollicité par le représentant de l'empereur Louis, Amalaire afin de fournir un antiphonaire pour les services religieux à Metz. Ce à quoi Grégoire IV est forcé d'admettre qu'il n'en avait pas attribué à l'empereur, alors qu'il en avait déjà donné un certain nombre à Wala (Carolingien) qu'il avait déjà prise en France
Le 25 janvier 844, Grégoire IV meurt et est enterré dans la basilique de Constantin. Il est remplacé par le pape Serge II.